# Carnevale in Italia

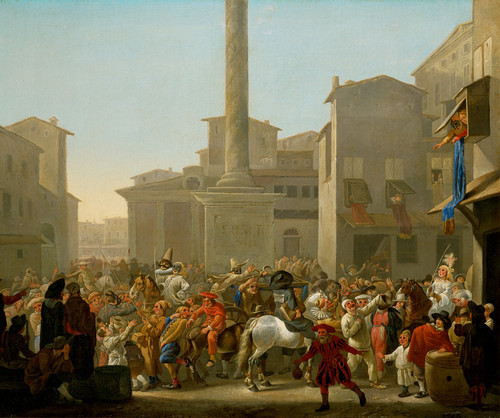
Johannes Lingelbach, Carneval in Rom

Il Carnevale ricopre un ruolo molto importante nel folclore italiano, tradizionalmente legato alle maschere regionali, ed è festeggiato in moltissime città, alcune delle quali sono note nel mondo proprio per i particolari festeggiamenti che organizzano per questa ricorrenza.

## I principali carnevali italiani
Soprattutto il Carnevale di Venezia e il Carnevale di Viareggio, ma anche il Carnevale di Acireale ed il Carnevale di Ivrea, hanno una fama che travalica i confini nazionali e sono meta di turisti provenienti sia dall'Italia, sia dall'estero.

### Carnevale di Venezia

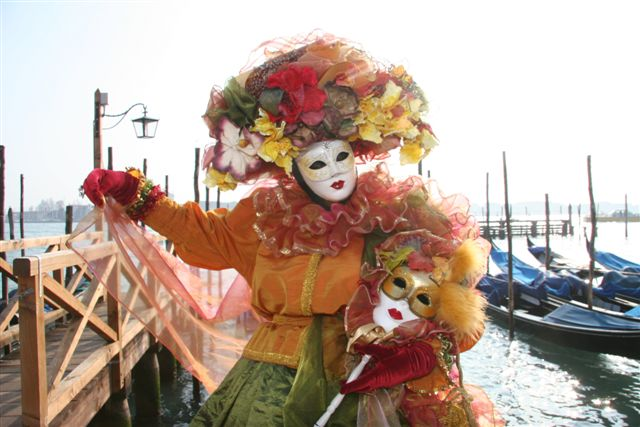
Maschera del Carnevale di Venezia

Nel 1797, con l'occupazione francese di Napoleone e con quella successiva austriaca, nel centro storico la lunghissima tradizione del Carnevale veneziano fu interrotta per timore di ribellioni e disordini da parte della popolazione. Solamente negli altri centri della Laguna di Venezia, come Burano e Murano, i festeggiamenti di Carnevale proseguirono il loro corso, anche se in tono minore, conservando un certo vigore ed allegria.
Quasi due secoli dopo, nel 1979, la secolare tradizione del Carnevale di Venezia risorse e nel giro di poche edizioni il Carnevale di Venezia è tornato a ricalcare con grande successo le orme dell'antica manifestazione. Nei vari anni, il Carnevale è spesso dedicato ad un tema di fondo, al quale ispirarsi per le feste e gli eventi culturali di contorno. L'attuale Carnevale di Venezia è diventato un grande e spettacolare evento turistico, che richiama migliaia di visitatori da tutto il mondo.

### Carnevale di Viareggio

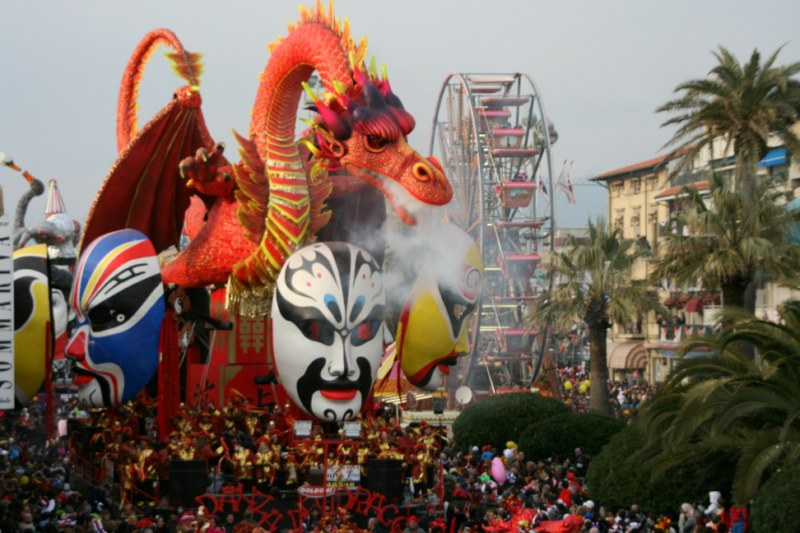
Danza del drago a Viareggio

Il Carnevale di Viareggio ha origine nel 1873 ed è uno dei più importanti e maggiormente apprezzati carnevali a livello internazionale. A caratterizzarlo sono i carri allegorici più o meno grandi che sfilano nelle domeniche fra gennaio e febbraio e sui quali troneggiano enormi caricature in cartapesta di uomini famosi nel campo della politica, della cultura o dello spettacolo, i cui tratti caratteristici, specialmente quelli somatici, vengono sottolineati con satira e ironia. È a Viareggio infatti che nasce il primo carro allegorico in carta pesta nel 1925. Ed è qui che vengono realizzati i carri più grandiosi in questo materiale, carri che passano i 20 metri d'altezza realizzati da più di 25 ditte che coinvolgono più di mille artigiani.

### Carnevale di Acireale

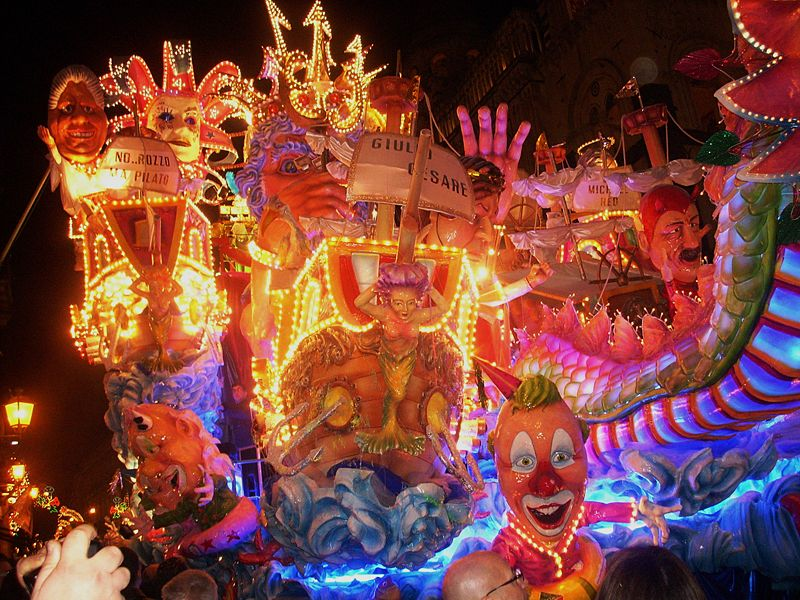
L'antico Carnevale di Acireale vicino a Catania, Sicilia

Il Carnevale di Acireale, è uno dei più antichi della Sicilia e si svolge ogni anno nella città di Acireale, in provincia di Catania. Tra le sue caratteristiche vi è la sfilata di carri allegorici; in alcuni di essi si utilizzano migliaia di fiori freschi disposti uno a fianco all'altro e perciò sono detti carri infiorati. I carri danno il loro spettacolo anche di notte, attraverso migliaia di lampadine e luci, movimenti spettacolari e scenografie in continua evoluzione durante le esibizioni. I carri infiorati sono tipici anche di diversi carnevali della Costa Azzurra e della Liguria.

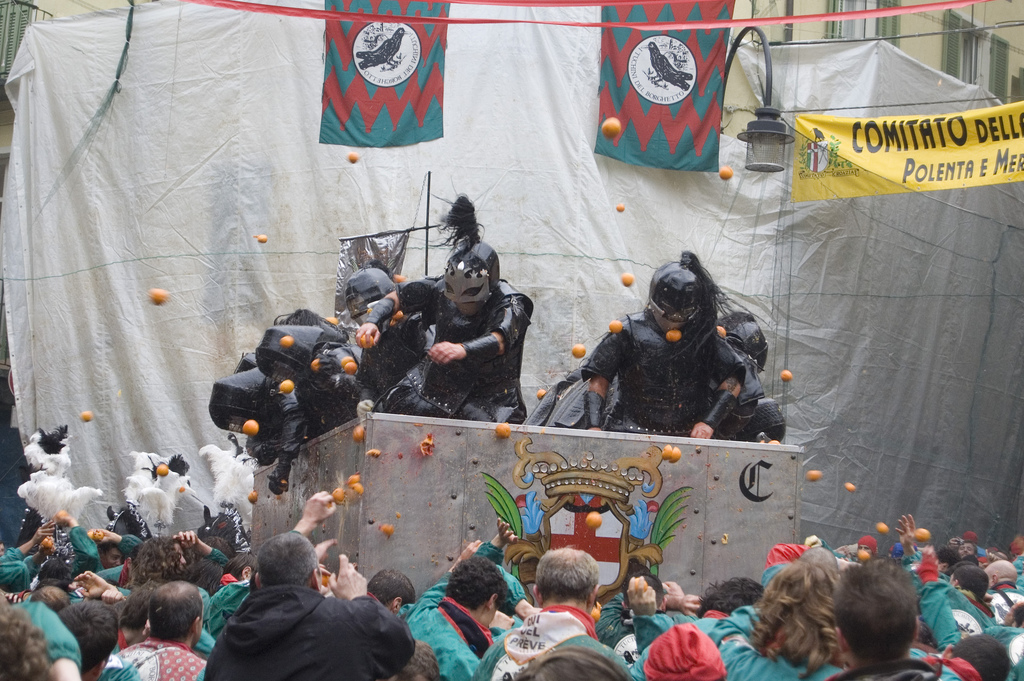
Battaglia delle Arance allo Storico Carnevale di Ivrea

### Carnevale di Ivrea
Lo Storico Carnevale di Ivrea, famoso per il suo momento culminante della Battaglia delle Arance, è considerato uno tra i più antichi e particolari al mondo, seguendo un cerimoniale più volte modificatosi nel corso dei secoli. L'intero carnevale rappresenta, sotto forma di allegoria, la rivolta dei cittadini per la libertà dal tiranno della città, probabilmente Ranieri di Biandrate, ucciso dalla Mugnaia su cui si apprestava a esercitare lo ius primae noctis.
Fu quell'evento a innescare la guerra civile rappresentata dalla battaglia tra il popolo e le truppe reali che viene rievocata durante il carnevale, dove le squadre di Aranceri a piedi (ossia il popolo) difendono le loro piazze dagli aranceri su carri (ossia l'esercito) a colpi di arance a rappresentare le frecce, mentre tra le vie della città sfila il corteo della Mugnaia che lancia dolci e regali alla popolazione.

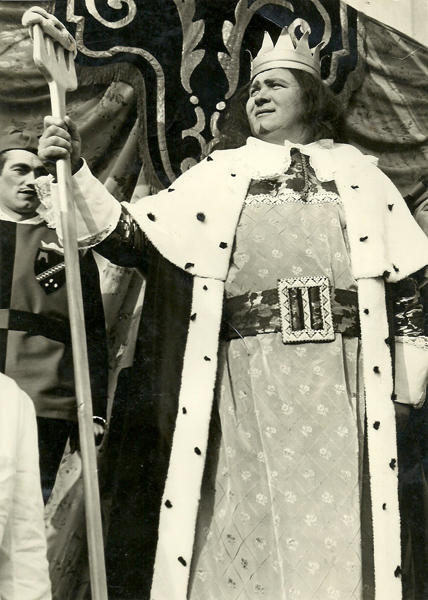
Re Gnocco al Carnevale di Castel Goffredo

### Altri carnevali

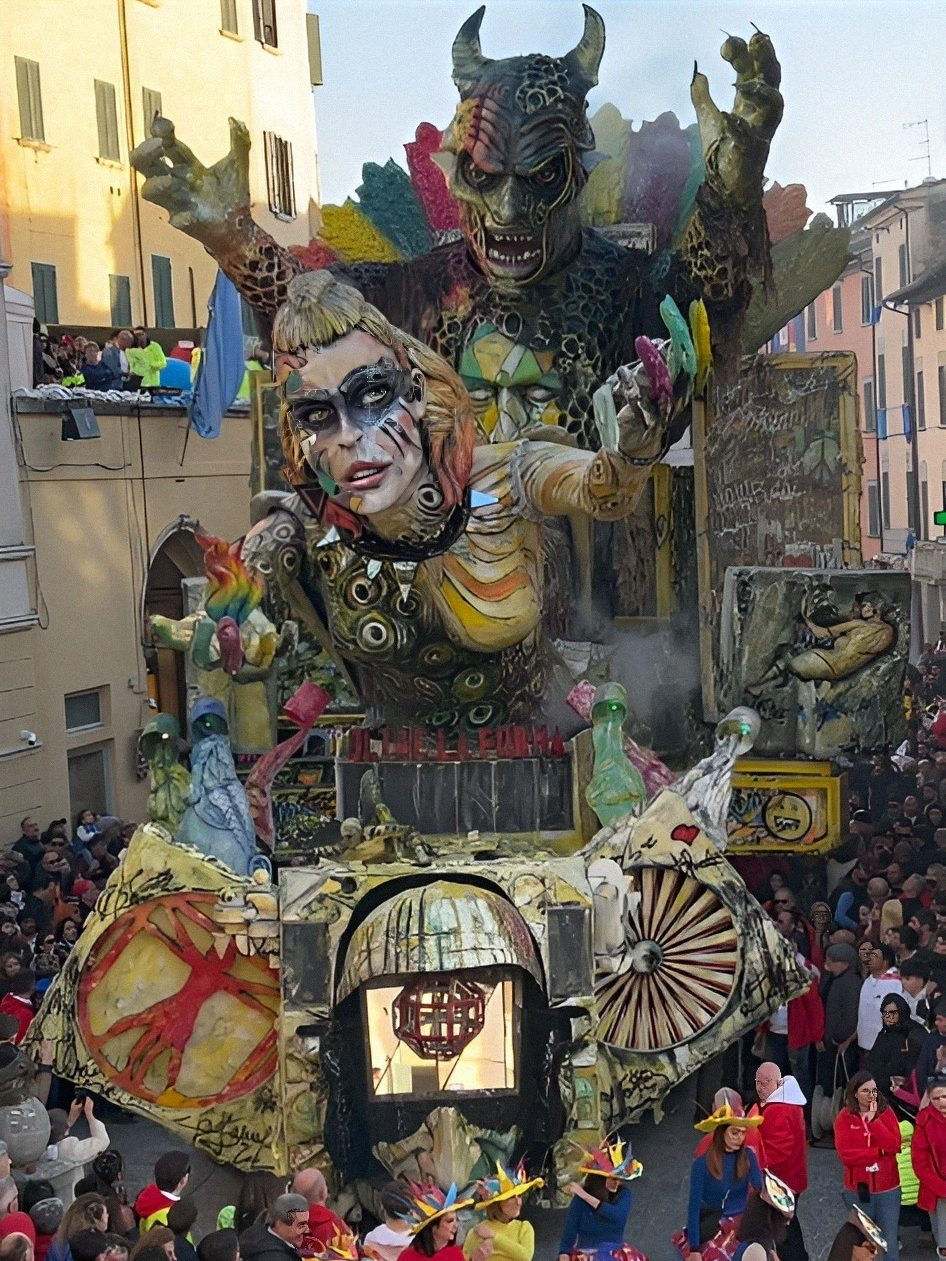
Carro Carnevale di Foiano durante la sfilata

In quasi ogni città italiana si celebra il carnevale. Si cita il Carnevale di Foiano della Chiana, una manifestazione che si svolge annualmente a Foiano della Chiana, in Provincia di Arezzo. È uno degli antichi carnevali italiani, essendo stati rinvenuti documenti risalenti all'edizione del 1539.
Partecipano al Carnevale di Foiano i quattro Cantieri (Azzurri, Bombolo, Nottambuli e Rustici) in cui è divisa la popolazione cittadina. Questi, durante l'anno, lavorano ciascuno su un carro allegorico, cercando di realizzarlo migliore degli altri. Il lavoro di ciascun cantiere si svolge in assoluta segretezza e i carri vengono svelati solo il giorno della prima uscita. Il vincitore si aggiudica la Coppa del Carnevale.

## Il Carnevale nel rito ambrosiano
Dove si osserva il rito ambrosiano, ovvero nella maggior parte delle chiese dell'arcidiocesi di Milano e in alcune delle diocesi vicine, il Carnevale finisce con la prima domenica di quaresima; l'ultimo giorno di carnevale è il sabato, 4 giorni dopo rispetto al martedì in cui termina dove si osserva il rito romano.
La tradizione vuole che il vescovo sant'Ambrogio fosse impegnato in un pellegrinaggio e avesse annunciato il proprio ritorno per carnevale, per celebrare i primi riti della quaresima in città. La popolazione di Milano lo aspettò prolungando il carnevale sino al suo arrivo, posticipando il rito delle Ceneri che nell'arcidiocesi milanese si svolge la prima domenica di quaresima. In realtà la differenza è dovuta al fatto che anticamente la quaresima iniziava dappertutto di domenica, i giorni dal mercoledì delle Ceneri alla domenica successiva furono introdotti nel rito romano per portare a quaranta i giorni di digiuno effettivo, tenendo conto che le domeniche non erano mai stati giorni di digiuno. Questo carnevale, presente con diverse tradizioni anche in altre parti dell'Italia, prende il nome di carnevalone.

## Il Carnevale nelle regioni italiane
- Valle d'Aosta
  - Carnaval de la Coumba Freida

- Piemonte
  - Storico Carnevale di Ivrea, (TO)
  - Carnevale di Borgosesia, (VC)
  - Carnevale di Carignano, (TO)
  - Carnevale storico di Ormea (CN)
  - Lachera di Rocca Grimalda (AL)
  - Carnevale di Varallo Sesia, (VC)

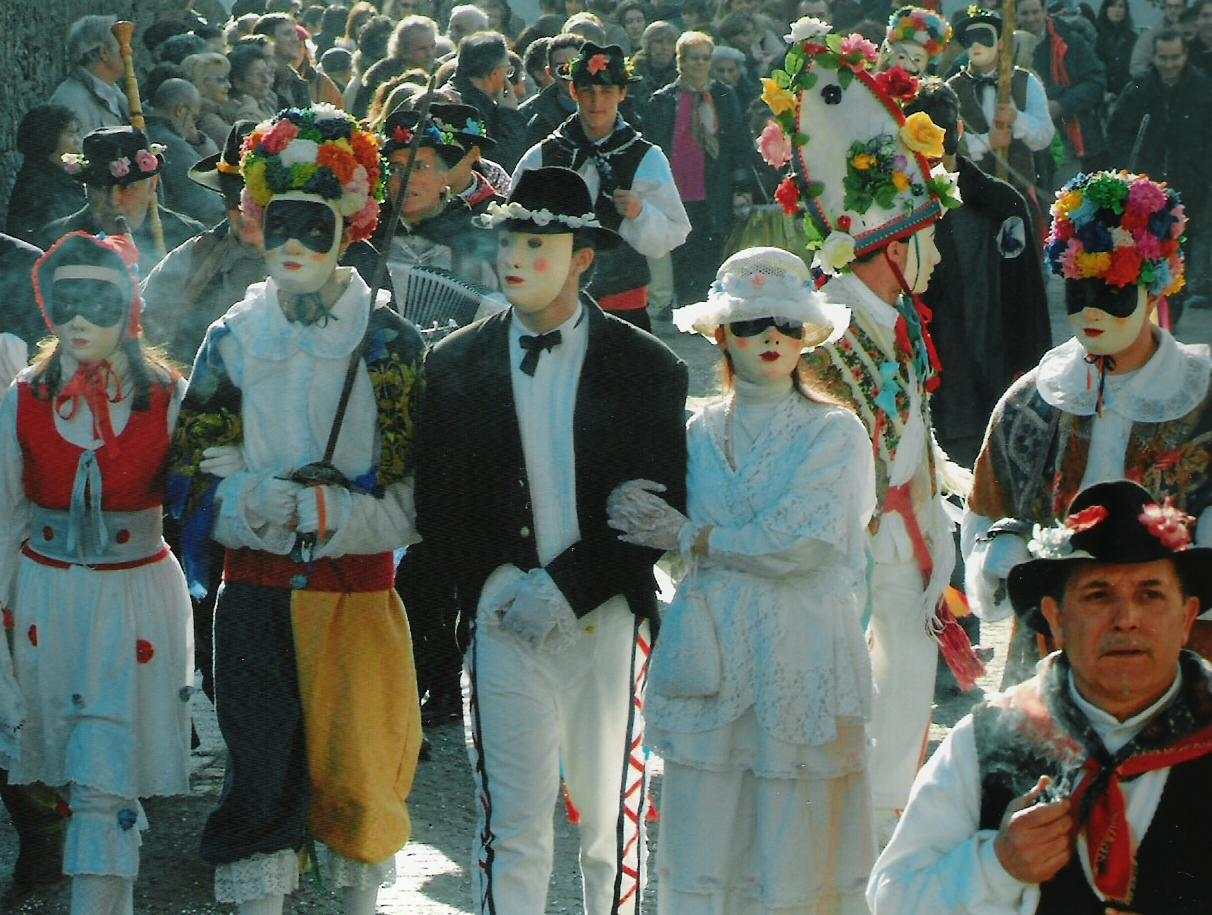
Lachera di Rocca Grimalda

  - Carnevale Storico di Santhià, (VC)
  - Carnevale astigiano

- Liguria
  - Carnevale di Sanremo

- Lombardia

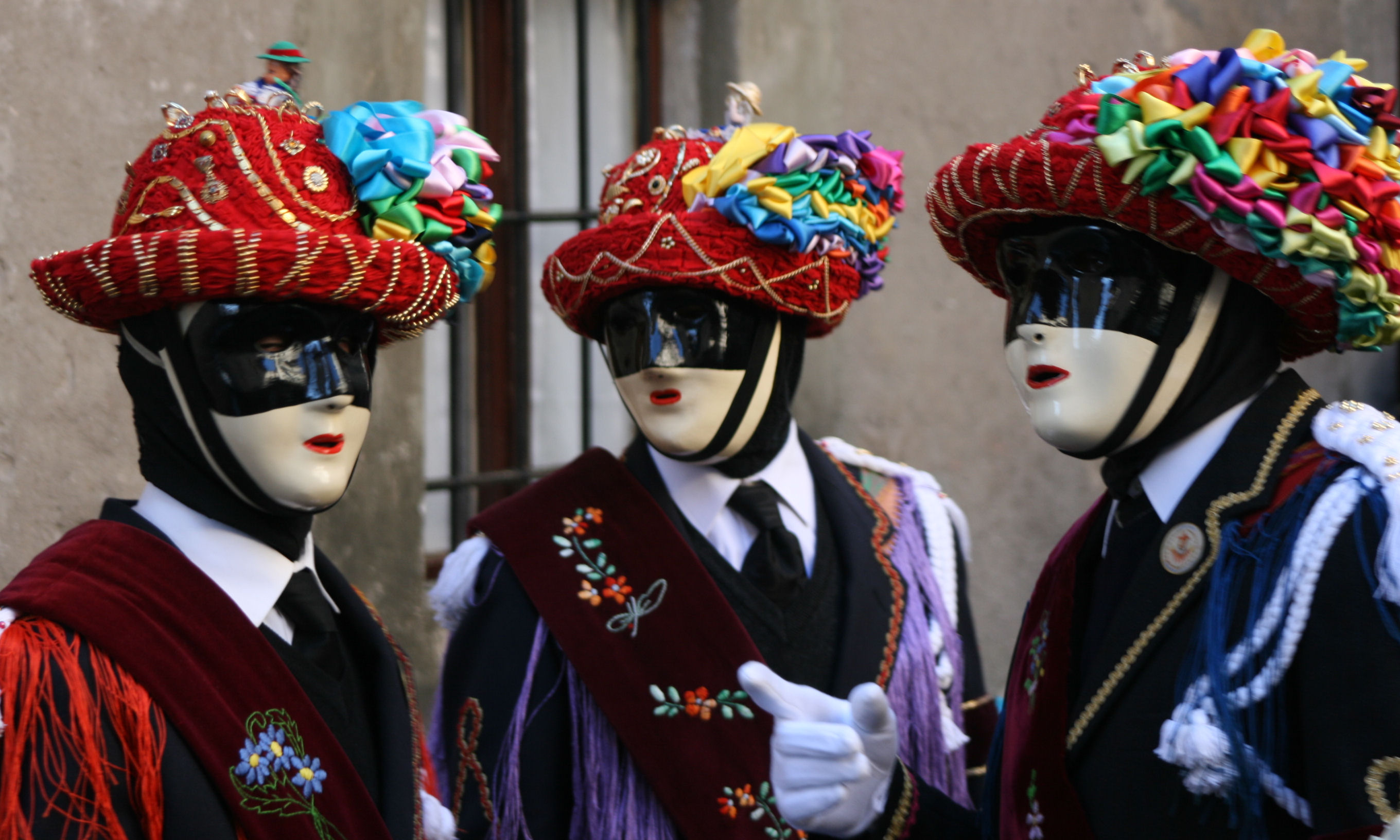
Carnevale di Bagolino

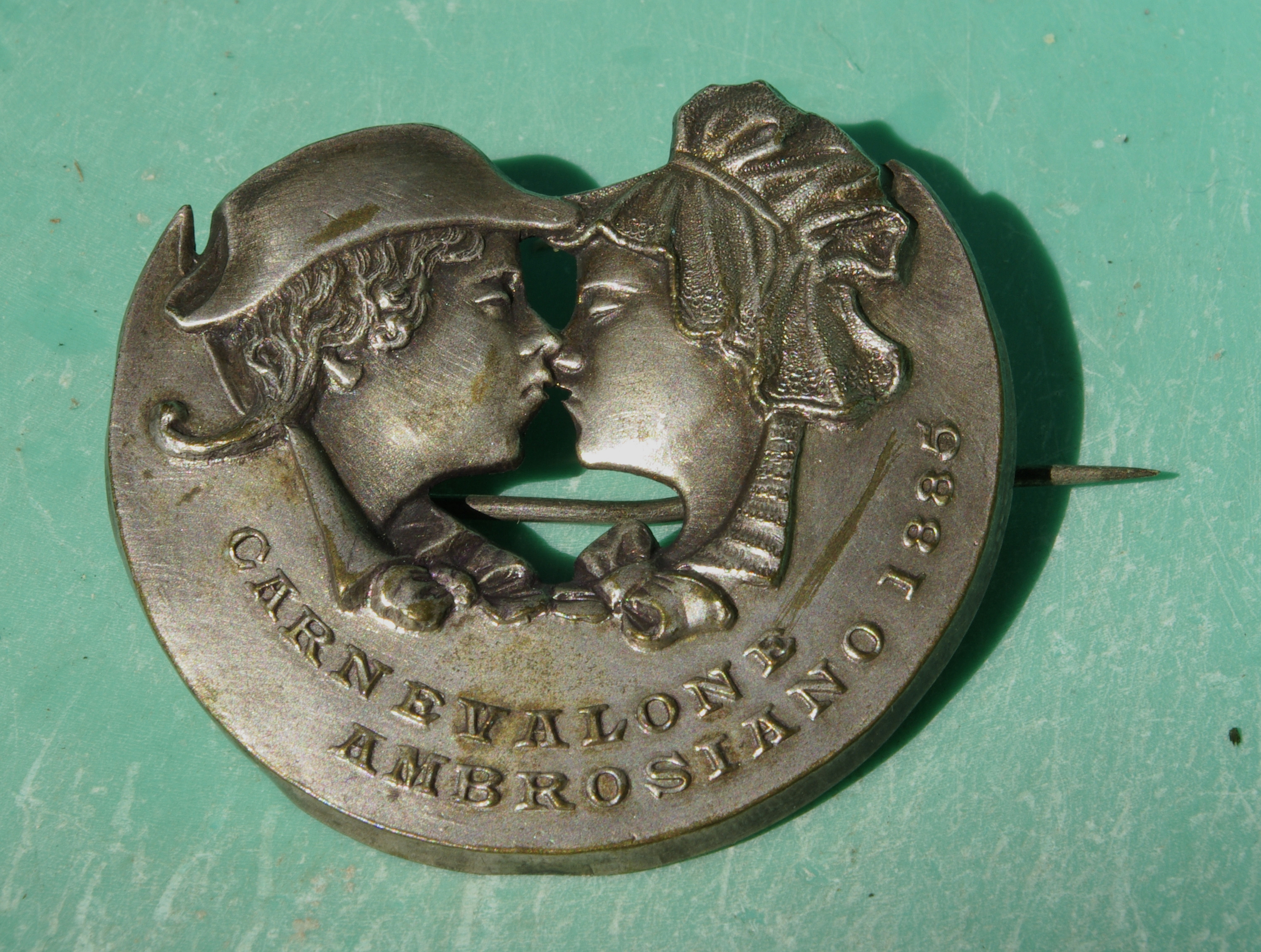
Spilla del 1885 con Meneghino e Cecca, le maschere del Carnevale Ambrosiano

  - Carnevale Ambrosiano, a Milano (MI)
  - Carnevale Cremasco, a Crema (CR)
  - Carnevale di Bagolino, (BS)
  - Carnevale di Castel Goffredo, (MN)[4]
  - Carnevale di Cegni, (PV)
  - Carnevale di Schignano (CO)
- Trentino-Alto Adige
  - Egetmann a Termeno sulla Strada del Vino (BZ), Nova Levante (BZ) e Salorno (BZ)
  - Carnevale di Laives (BZ)

- Veneto
  - Carnevale di Venezia
  - Carnevale di Verona
  - Carnevalon de l'Alpon, Monteforte d'Alpone (VR)
  - Zinghenesta a Canale d'Agordo (BL)
  - Carnevale del Veneto, Casale di Scodosia (PD)

- Friuli Venezia Giulia
  - Blumari a Montefosca, una frazione di Pulfero (UD)
  - Rollate a Sappada (UD)

- Emilia-Romagna
  - Carnevale di Busseto, (PR)

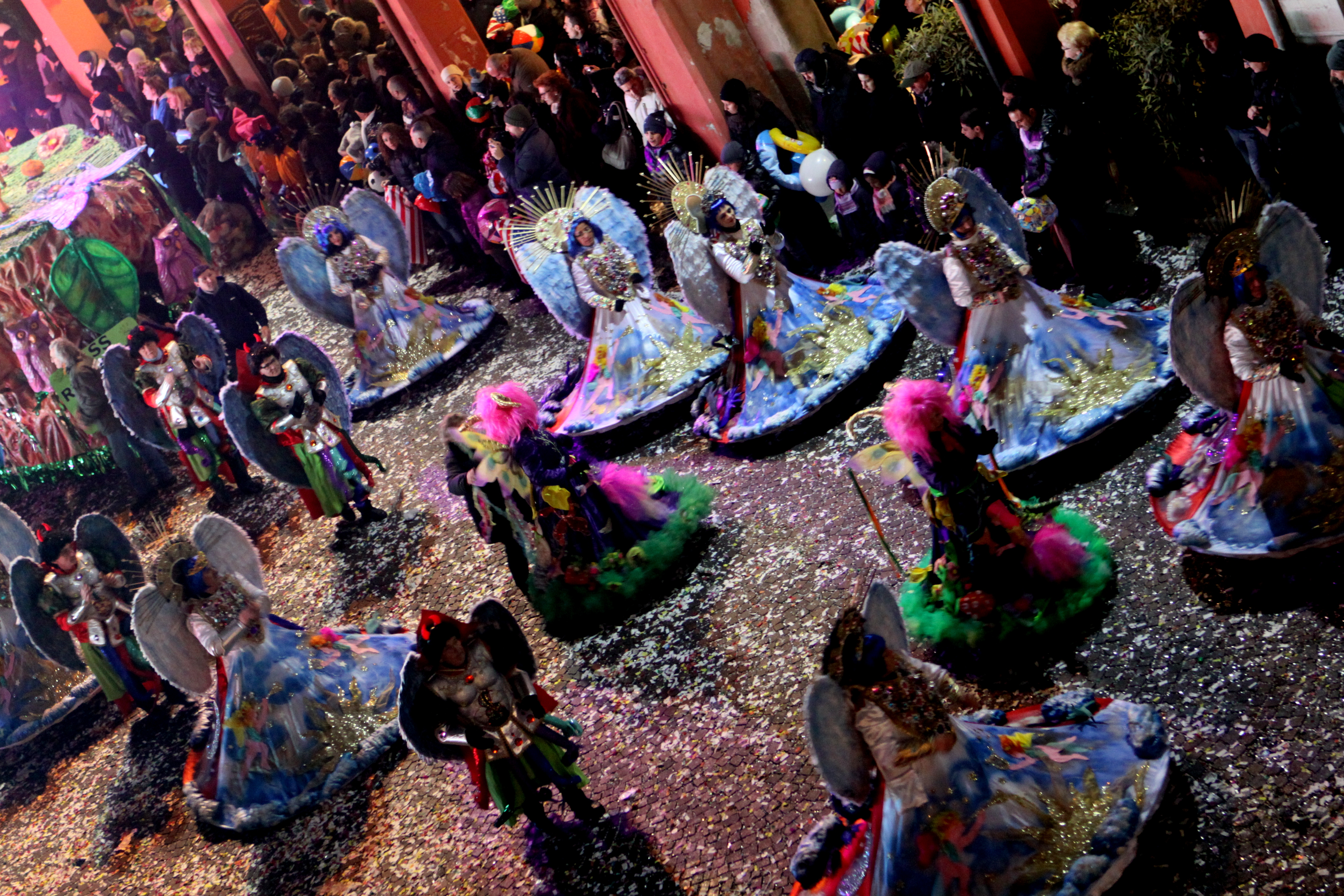
Carnevale di Cento

  - Carnevale di Castelnovo di Sotto, (RE)
  - Carnevale di Cento, (FE)
  - Carnevale Storico Persicetano a San Giovanni in Persiceto (BO)
  - Carnevale di Decima, a San Matteo della Decima (BO)
  - Carnevale di Gambettola, (FC)

- Toscana
  - Carnevale di Viareggio (LU)
  - Carnevale di Foiano della Chiana, (AR)

- Marche
  - Carnevale di Fano (PU)
  - Carnevale di Ascoli Piceno
  - Carnevale di Offida (AP)

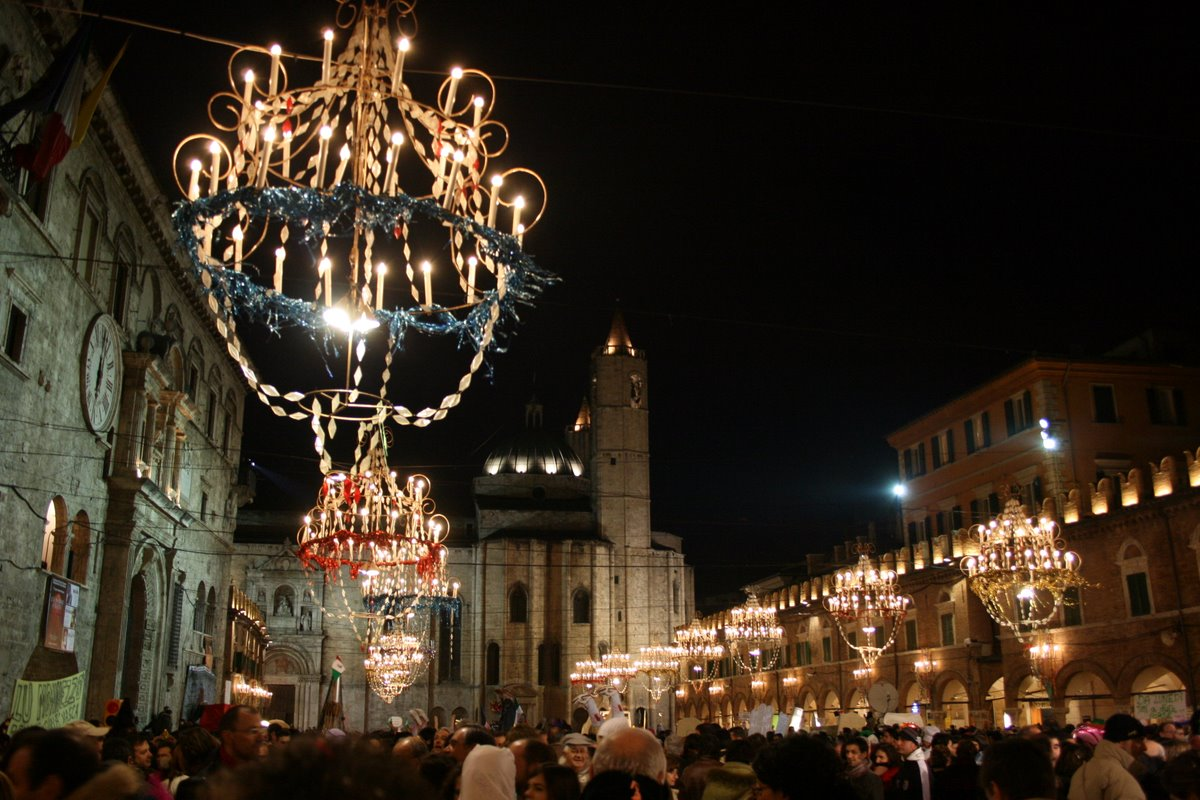
Carnevale di Ascoli Piceno

  - Carnevale Sambenedettese, a San Benedetto del Tronto
  - Carnevale di Amandola "de li Paniccià" (FM) [5]

- Umbria
  - Giornate del Bartoccio, a Perugia
  - Il rogo di Sansimino, a Marsciano

- Lazio
  - Carnevale di Roma

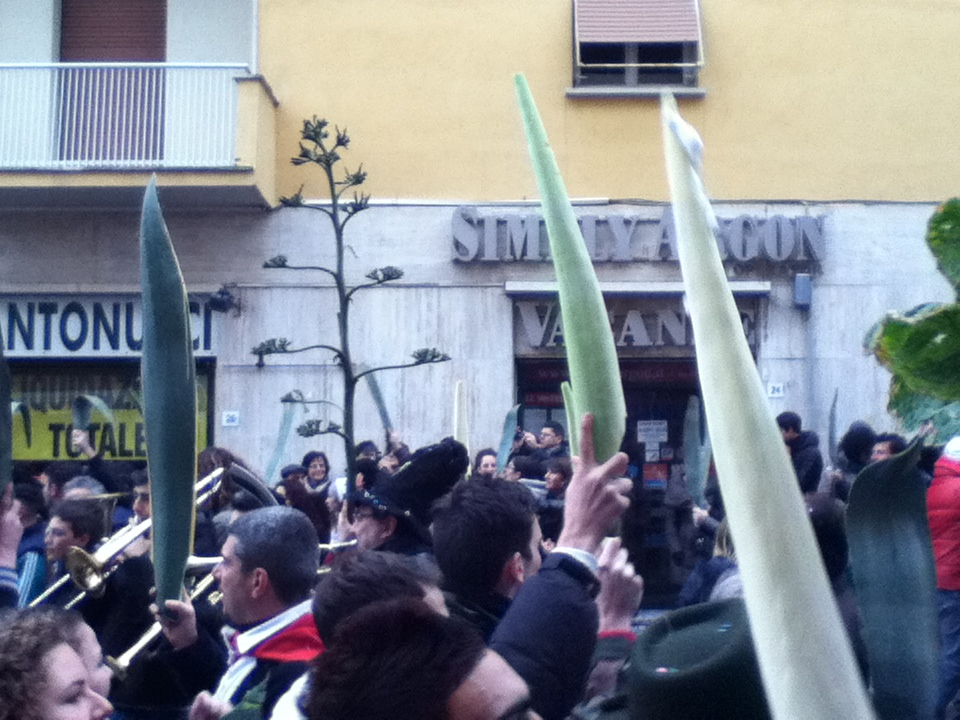
Festa della Radeca al Carnevale storico di Frosinone

  - Carnevale storico di Frosinone, (FR)
  - Carnevale di Ronciglione (VT)
  - Carnevale di Poggio Mirteto, (RI)

- Abruzzo
  - Carnevale d'Abruzzo, Francavilla al Mare (CH)
  - Carnevale d'Abruzzo, Roccascalegna (CH)

- Molise
  - Carnevale di Castelnuovo (IS)
  - Carnevale di Tufara (CB)
  - Carnevele di Jelsi (CB)
  - Carnevale di Macchiagodena (IS)
  - 'A Pezza de Casce (Vinchiaturo, CB)
  - Carnevale di Larino (CB)

- Campania
  - Carnevale di Saviano (NA)
  - Carnevale di Palma Campania (NA)
  - Gran Carnevale di Maiori (SA)
  - Carnevale di Montemarano (AV)
  - Carnevale di Paternopoli (AV)
  - Carnevale di Lioni (AV)
  - Carnevale di Capua (CE)
  - Carnevale di Villa Literno (CE)
  - Carnevale di Agropoli (SA)

- Puglia
  - Carnevale di Gallipoli (LE)
  - Carnevale di Manfredonia (FG)
  - Carnevale di Massafra (TA)
  - Carnevale di Putignano (BA)

- Basilicata

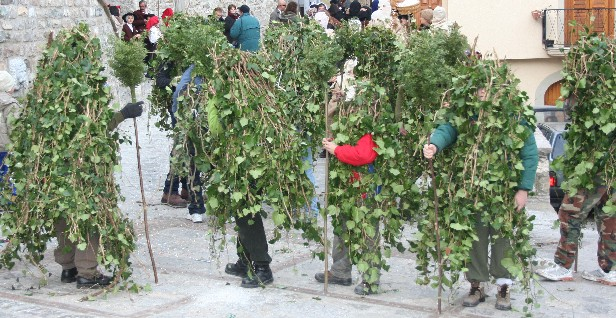
Romiti al carnevale di Satriano

  - Carnevale di Satriano di Lucania, (PZ)
  - Carnevale di Tricarico, (MT)
  - Matinate di Matera

- Calabria
  - Carnevale di Castrovillari, (CS)

- Sicilia
  - Carnevale di Sciacca, (AG)
  - Carnevale della Valle dell'Alcantara, Francavilla di Sicilia (ME)
  - Carnevale di Acireale (CT)
  - Carnevale di Paternò (CT)
  - Carnevale di Regalbuto (EN)
  - Carnevale di Termini Imerese (PA)

- Sardegna
  - Carnevale di Bosa, (OR)
  - Carnevale di Mamoiada (NU)
  - Sartiglia a Oristano
  - Su Maimulu a Gairo (NU)
  - Carnevale di Ulassai (NU)

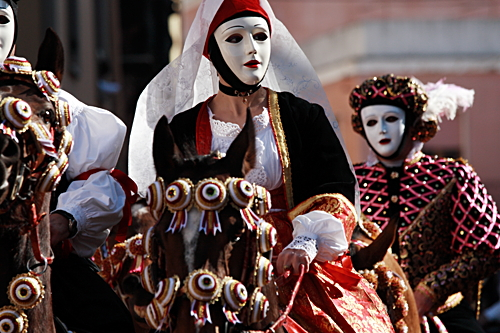
Sartiglia di Oristano

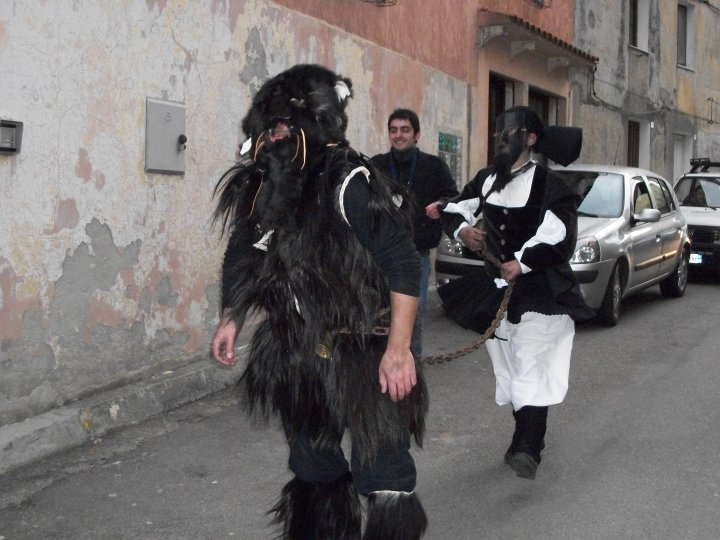
Scene del carnevale di Ulassai

  - Carnevale di Tempio Pausania (SS)
  - Carnevale Guspinese, Guspini (SU)
  - Su Maimulu a Ulassai (NU)
  - Carnevale di Cagliari (CA)
  - Carnevale di Ottana (NU)